# Sea Shanty
Un Sea shanty és un tipus de cant de mariners usat per augmentar la productivitat en els treballs realitzats a bord. Molts sea shanties s'han conservat per mitjà de la tradició oral i segueixen interpretant-se en l'actualitat encara que sovint fora del seu context original.

## Característiques
Els sea shanties es van desenvolupar com un mètode per augmentar la productivitat a bord, en coordinar sota el mateix ritme a grups d'homes perquè treballin conjuntament o de forma més veloç. Un altre efecte dels sea shanties era reduir l'avorriment i la tensió en el vaixell, a més de crear vincles entre els tripulants, la qual cosa reduïa el fàstic cap al vaixell i feia els llargs viatges més amens a més de reduir-ne el risc de motí.
Generalment els sea shanties s'estructuraven de forma antifonal (pregunta-resposta) entre el cantant principal o shantyman i el cor. Un home cantava un vers i la resta dels homes responia a l'uníson, per la qual cosa moltes mancaven de tornada. Exemple d'això és la famosa Blow The Man Down:
Shantyman: I'm a deep water sailor just in from Hong Kong
Cor: to my way hi ha, blow the man down
Shantyman: if you'll give me some grog, I'll sing you a song
Cor: Give me some time to blow the man down

## Tipus
Existeixen diversos tipus de sea shantie segons el treball pel qual estan pensades:
- Per a tasques de tir perllongat, per exemple, de les cordes per hissar les veles. Aquest tipus de SS es diu en anglès short-drag, haylard o long-hul. En Blow The Man Down, per exemple, hi ha dos moments de tir en cada resposta del cor: Way, hey, Blow the man down! Un altre exemple és la cançó Hanging Johnny.
- Per a tasques de tir de curta durada. Aquest tipus és anomenat en anglès short-drag o short-haul. Exemples d'aquest tipus són Haul on the Bowline i Bonnie.
- Per llevar àncores. Com aquesta no era una tasca que requerís molta força, la cançó era més suau i generalment incloïa un cor, a més del vers de resposta. Aquest tipus de SS es diu en anglès capstan. Exemples: Santianna i South Austràlia.
- Per formar en coberta. Cantades per grans tripulacions, amb tots els homes en formació i trepitjant amb força la coberta de la nau. Anomenades en anglès stamp-n-go. Exemples: Drunken Sailor i Roll the Old Chariot.
- Per drenar la coberta mitjançant bombament per l'acció de dos homes, en anglès pumping.
- Per aixecar les xarxes del mar en els vaixells pesquers, en anglès menhanden.
- Per a moments d'oci. Eren cantades sense ser destinades a tipus d'activitat alguna, sinó normalment quan ja no hi havia treball que fer i els mariners tenien ganes de compartir, cantar, divertir-se i beure. Cridades en anglès Fo'c'sle o Forecastle, és l'estil que sol mostrar-se en sèries i pel·lícules com a típiques dels pirates. Exemples famosos són Rolling Down to Old Maui i Spanish Ladies.

## Sea shantiesen la cultura de masses
A la pel·lícula de 1937 Capitans intrèpids, la tripulació del pesquer We're Here canta dues Sea Shanties (S.S.) tradicionals: la famosa Blow the man down i What Shall We Do with the Drunken Sailor?. Una tercera SS que apareix en la pel·lícula Ooh, What a Terrible Man! (traduïda com "Quin home tan fatal!" en la versió doblada a l'espanyol) és en realitat una cançó composta expressament, amb lletra de Gus Kahn i música de Franz Waxman.
El tema introductori de la sèrie Bob Esponja està basat sobre la tan citada SS Blow The Man Down. La cançó de fons, sovint associada amb el Senyor Cranc, el Crustaci Cruxient o les trames sobre mariners i pirates en la mateixa sèrie (tocada en acordió, tuba i flauta) és la SS "Drunken Sailor". En un dels episodis de la sèrie The Big Bang Theory, Sheldon i Penny canten la mateixa SS per augmentar la seva producció artesanal.
Alguns grups de rock s'han inspirat en les SS per algunes de les seves cançons o bé per desenvolupar un estil musical denominat Pirate Rock (Rock pirata). Exemples d'això són la cançó Reise, reise de Rammstein i el grup Alestorm. A la pel·lícula Master & Commander es canta el shanty Don't forget your old shipmates. I en l'àmbit de la cultura musical catalanoparlant, el grup El Pony Pisador empra aquest gènere.